# Jean Gounot
Jean Gounot (Nevers, Francia, 9 de abril de 1894-Villeneuve-Saint-Georges, Francia, 16 de enero de 1978) fue un gimnasta artístico francés, subcampeón olímpico en 1924 en el concurso por equipos.

## Carrera deportiva
En las Olimpiadas celebradas en Amberes (Bélgica) en 1920 consigue el bronce en la general individual.
Y en los JJ. OO. de París 1924 gana la plata en el concurso por equipos, de nuevo tras los italianos y por delante de los suizos, siendo sus compañeros en esta ocasión: Léon Delsarte, François Gangloff, Eugène Cordonnier, Arthur Hermann, André Higelin, Joseph Huber y Albert Séguin. Y también consigue la plata en salto de potro lateral.